# Article 8 de la Constitution tunisienne de 1959
L’article 8 la Constitution tunisienne de 1959 est le huitième des 78 articles de la Constitution tunisienne adoptée le 1er juin 1959. Il définit les principes fondamentaux de la République tunisienne.
Il fait partie des 17 articles du chapitre intitulé « Dispositions générales », qui décrit les dispositions relatives aux principes de base de l'État tunisien de l'article 1 à l'article 4, ainsi qu'aux droits et aux devoirs du citoyen de l'article 5 à l'article 17.

## Texte
« Les libertés d'opinion, d'expression, de presse, de publication, de réunion et d'association sont garanties et exercées dans les conditions définies par la loi.
Le droit syndical est garanti. »